# Margit (piga)
Margit, död 1476, var en kvinna som dömdes till att begravas levande för stöld i Stockholm.
Margit, som arbetade som piga hos Lasse Bagge, ställdes 9 oktober 1476 inför rätta i Stockholm tillsammans med Peder Patinemakare, som anklagades för stöld från sin arbetsgivare. Margit och Peder hade sedan ett år tillbaka haft ett förhållande, och mötts i en bod nere vid sjön; dit hade hon sedan burit en kanna mjöd - bara ett stop, insköt Peder- sedan tio mark i pengar från Bagges kista. Sedan hade hon släppt in Peder i huset, där de hade samlag i tre nätter och stal lärft, fläsk och mjöl. Peder hade också beställt en kopia av nyckeln till Bagges bod; klensmeden Abraham bekräftade detta. Peder kallade samman tolv nämndemän att svära honom fri, men nämndemännen förklarade för rätten att efter att ha lyssnat på hans förklaring kunde de inte svära honom fri.
Margit och Peder förklarades båda skyldiga och dömdes till döden. Avrättningsmetoden var olika beroende på kön, och Peder avrättades därför genom hängning, medan Margit begravdes levande; "efter egen bekännelse för tjuvnaden i graven". 
Orsaken till att kvinnor inte blev hängda skulle ha varit att de under hängningen kunde sparka upp kjolarna med benen så könet blottades. Detta gällde dock endast för stöld för mer än en marks värde, och bara några fall finns bekräftade i Stockholms tänkebok (se vidare levande begravning). 